# Cantó de Remolins

El cantó de Remolins és un cantó francès del departament del Gard, a la regió d'Occitània. Està inclòs al districte de Nimes, té 9 municipis i el cap cantonal és Remolins.

## Municipis
- Argiliers
- Castilhon de Gard
- Colhaç
- Fornés
- Posilhac
- Remolins
- Sent Alari d'Ausilhan
- Valaiguièra
- Vèrç